# Arsen Nersisjan
Arsen Nersisjan (orm. Արսեն Ներսիսյան; ur. 18 lipca 1987 w Cachkadzorze) – ormiański narciarz alpejski.
W pierwszych zawodach juniorskich wystartował w 2003, a rok później zadebiutował w zawodach seniorskich. W 2007 wystąpił na mistrzostwach świata, na których zajął 61. miejsce w slalomie gigancie oraz nie ukończył slalomu. Dwa lata później na tej samej imprezie nie ukończył ani slalomu giganta ani slalomu. W 2010 wziął udział w igrzyskach olimpijskich, na których był chorążym reprezentacji Armenii oraz najstarszym Ormianinem. Na igrzyskach wystartował w slalomie gigancie i slalomie. Tej pierwszej konkurencji nie ukończył, a w drugiej został zdyskwalifikowany. W 2011 ponownie wystąpił na mistrzostwach świata, na których nie ukończył slalomu i został zdyskwalifikowany w slalomie gigancie. W 2013 ponownie wziął udział w mistrzostwach świata, na których był 66. w slalomie gigancie i nie ukończył slalomu. Mówi po ormiańsku, rosyjsku i angielsku.